# Zoo de Calgary
Le zoo de Calgary (anglais : Calgary Zoo) est un parc zoologique situé à Bridgeland (en), un quartier de Calgary, au Canada.